# Leipheim
Leipheim is een gemeente in de Duitse deelstaat Beieren, gelegen in de Landkreis Günzburg. De stad telt 7.326 inwoners.

## Geografie
Leipheim heeft een oppervlakte van 32,15 km² en ligt in het zuiden van Duitsland, aan de zuidoever van de Donau. Leipheim ligt aan de rand van een laagvlakte aan de Donau, die das Donauried wordt genoemd. Dit gebied wordt gekenmerkt, doordat het een zeer breed dal van de Donau is. Oorspronkelijk was dit een moerassig gebied met veel laagveen. In de 19e eeuw is de Donau gekanaliseerd, waardoor deze sneller door een bedding met veel minder bochten ging stromen. Op verscheidene plaatsen werden stuwen in de Donau gelegd, die gebruikt werden voor de opwekking van elektriciteit in waterkrachtcentrales. In de 19e en 20e eeuw werden dijken langs de rivier gelegd ter voorkoming van overstromingen. Veel moeras- en veenland werd daarop drooggelegd en tot akker- en weiland omgevormd. Verder zijn langs de Donau talrijke grindgroeves ontstaan. Wanneer het grind, dat op de markt voor bouwmaterialen vanwege de hoge kwaliteit goede prijzen opleverde, weggebaggerd was, bleef een plas (Baggersee) over, die zich ontwikkelde tot ofwel een recreatieplas, ofwel een natuurreservaat. Een gebied dichtbij Leipheim is het natuurreservaat Leipheimer Moos. Ten zuiden van het Donauried ligt een iets hoger gelegen, zacht golvend gebied, dat Donau-Iller-Lech-Platte wordt genoemd. Dit wordt gekenmerkt door lage heuvels, afgewisseld door soms venige dalen van zijrivieren van de Donau. Deze zijrivieren lopen van zuid naar noord en voeren water uit de Alpen aan.

### Stadsindeling

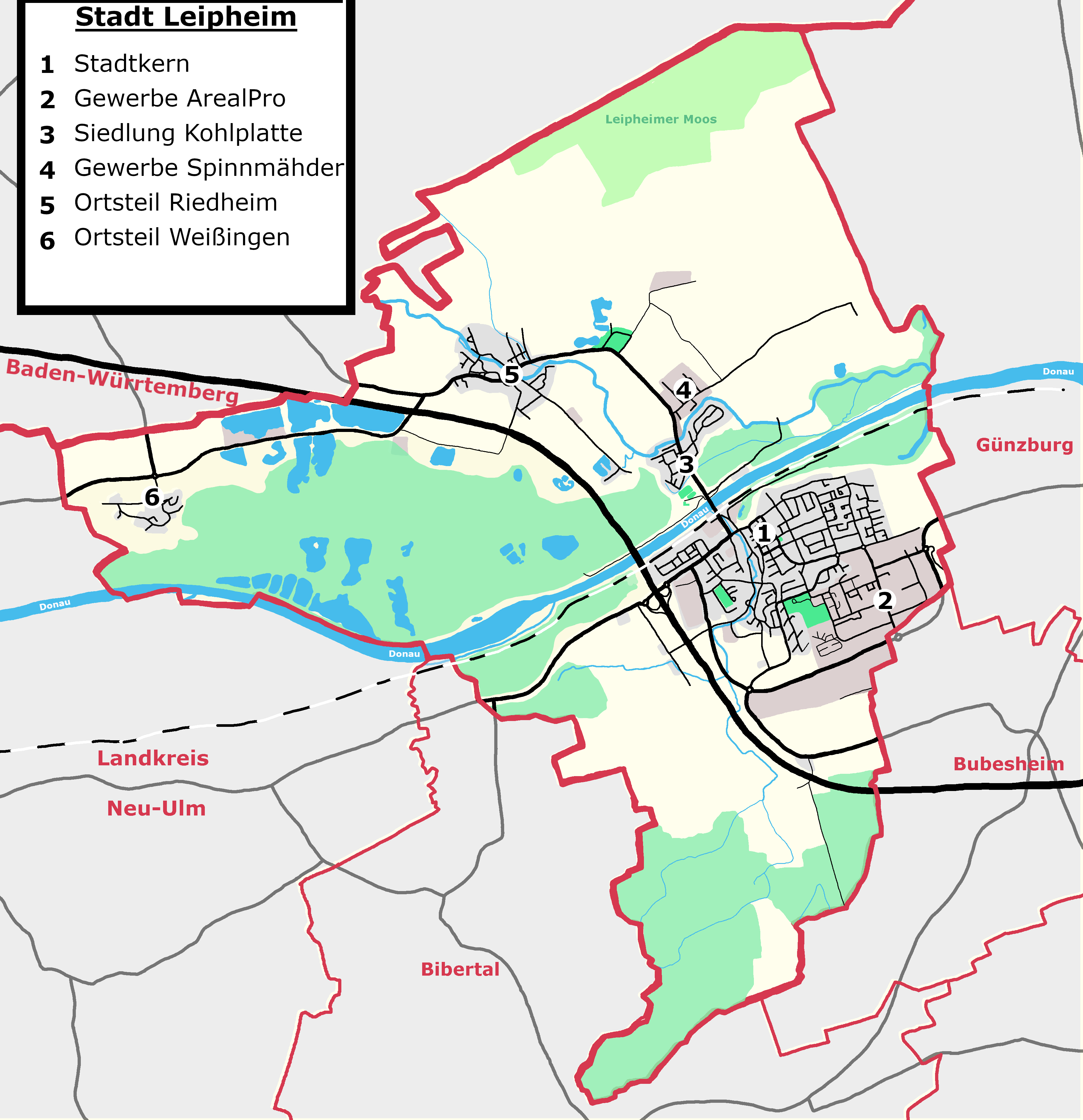
Kaart van de gemeente Leipheim
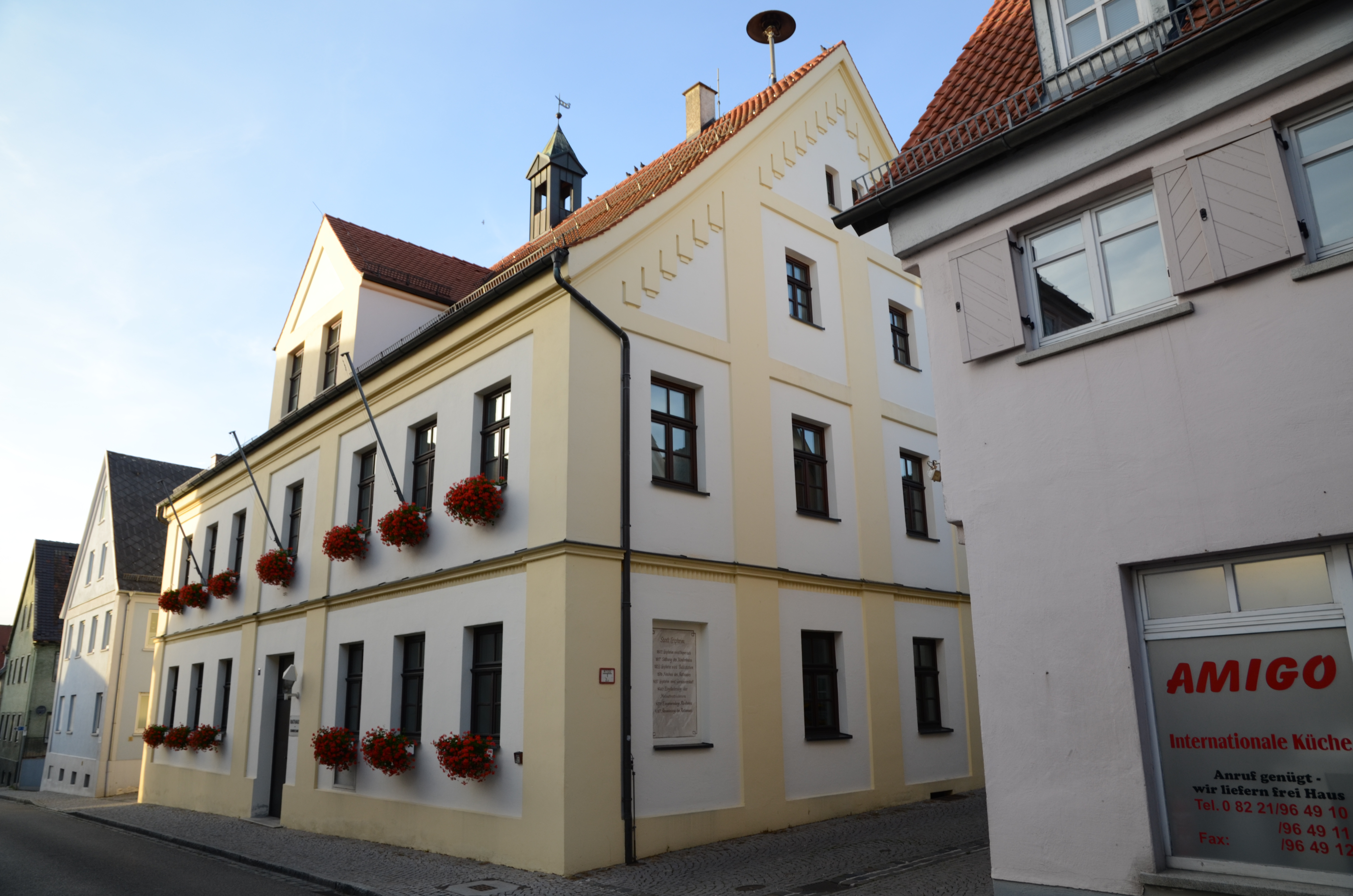
Stadhuis (1860)
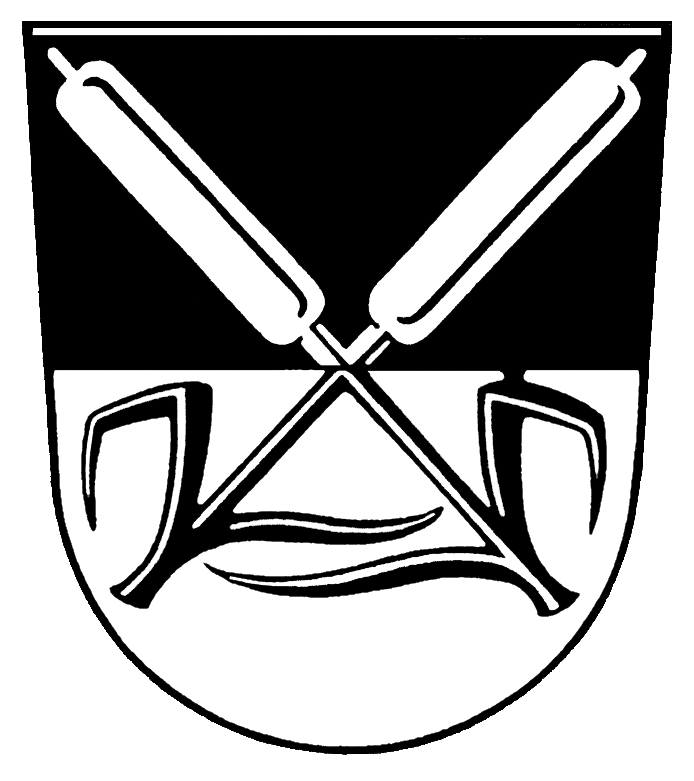
Dorpswapen van Riedheim

Leipheim bestaat uit het gelijknamige stadje, het dorp Riedheim en het gehucht Weißingen. De Duitse Wikipedia slaagde begin 2021 erin, op de website van de gemeente gegevens over het aantal inwoners te traceren. Volgens deze gegevens had de gemeente op een niet aangegeven datum 7.600 inwoners, van wie 6.808 in de stad zelf, 720 in Riedheim en 72 in Weißingen. Of tweede-woningbezitters al dan niet zijn meegeteld, is niet bekend.

### Naburige gemeentes
De dichtstbij gelegen grotere steden zijn Ulm, bijna 20 km ten westen van Leipheim, in Baden-Württemberg, en Augsburg, circa 50 km ten oosten van Leipheim.
De enige buurgemeente in Baden-Württemberg is, in het noorden, Langenau, Landkreis Alb-Donau.
Buurgemeenten in Beieren zijn:
- in het westen: Nersingen
- in het oosten: Günzburg
- in het zuidoosten: Bubesheim
- in het zuiden: Bibertal

### Infrastructuur

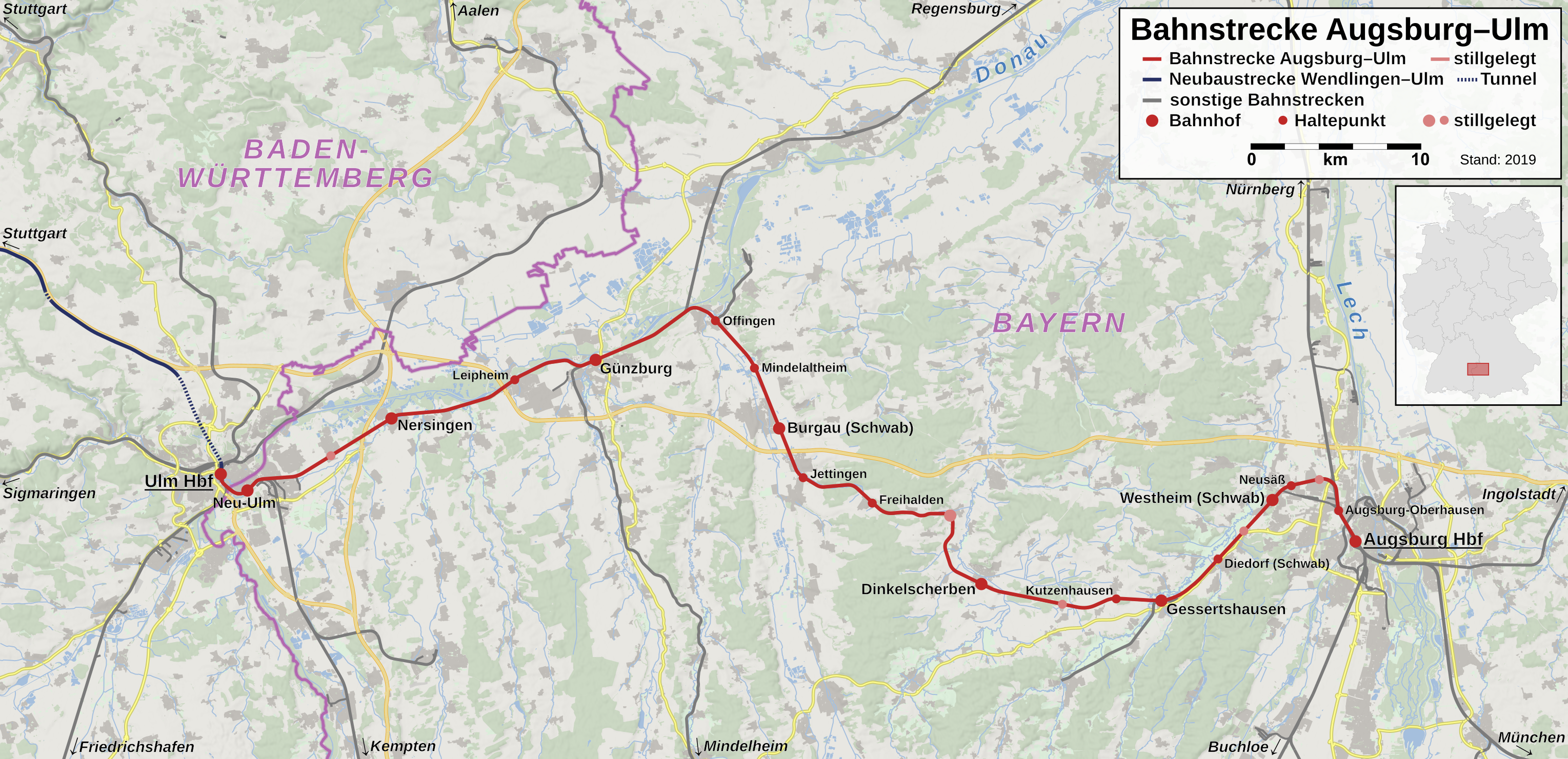
Trajectkaart spoorlijn Augsburg-Ulm
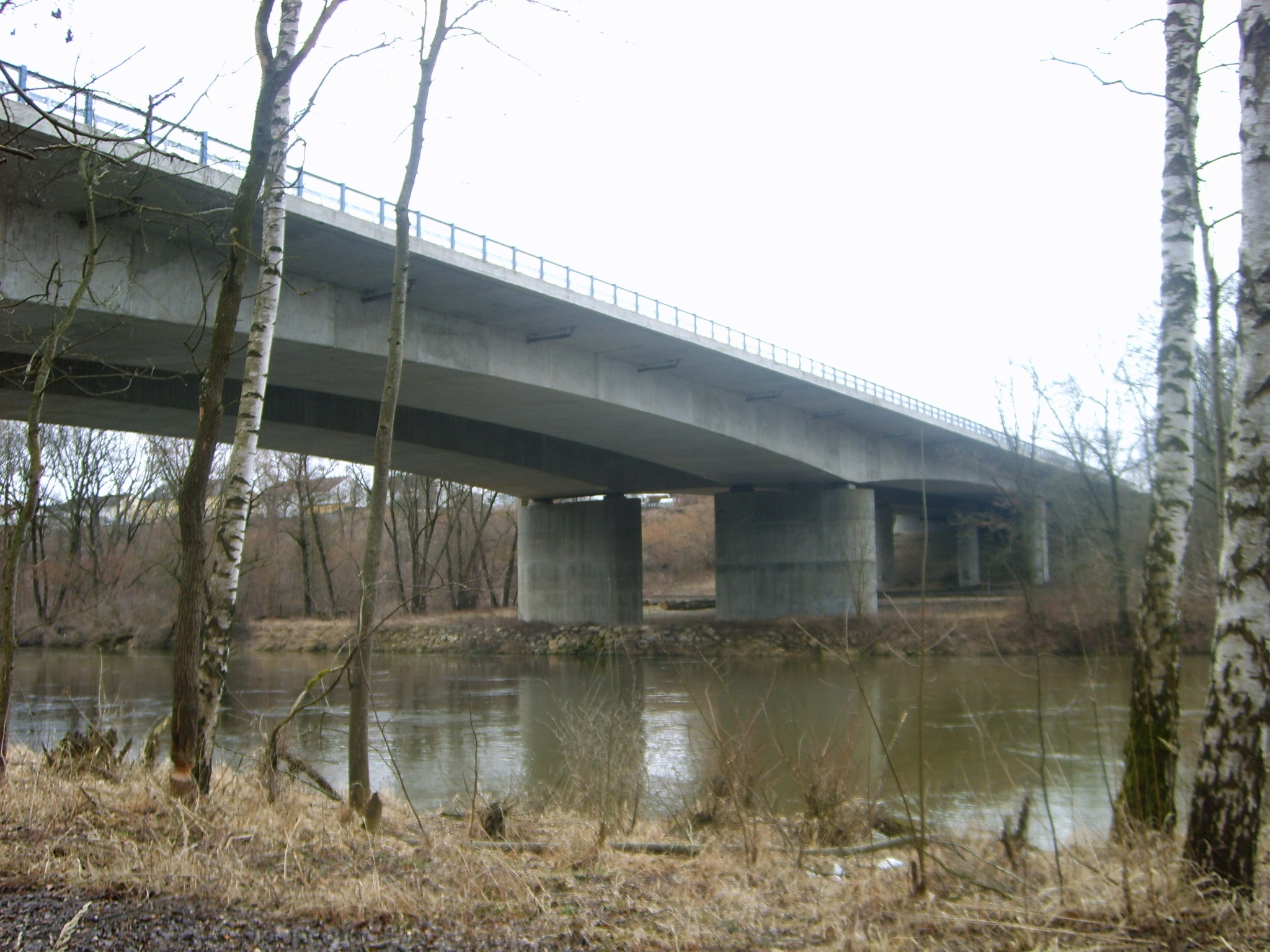
Brug van de A8 over deze spoorlijn en over de Donau (2001)

De stad heeft sedert 1937 een aansluiting (afrit 66, aan de westkant van de stad) op de huidige Autobahn A8. Slechts 7 km ten westen van Leipheim kruist deze op Kreuz Ulm/Elchingen de Autobahn A7.
Sedert 1854 heeft Leipheim een station aan de, hier vlak langs de Donau lopende, spoorlijn van Augsburg Hauptbahnhof - Ulm Hauptbahnhof v.v.. Het stationsgebouw is omstreeks 2018 gesloopt om voor een parkeerterrein plaats te maken.

## Economie
De grootste werkgever in de stad is het concern Wanzl, dat te Leipheim zijn hoofdvestiging heeft. De onderneming produceert o.a. winkelwagens, bagagekarretjes voor op vliegvelden en soortgelijke artikelen. In 2021 werkten hier te Leipheim ruim 1.900 mensen.
Verder heeft Britax Römer, een fabriek van o.a. auto-kinderzitjes, te Leipheim haar hoofdkantoor. Op het nieuwe industrieterrein Areal Pro, dat ten zuidoosten van het centrum is ontwikkeld op de locatie van het voormalige vliegveld, zijn talrijke andere ondernemingen gevestigd, vooral distributiecentra en ondernemingen van plaatselijk of regionaal midden- en kleinbedrijf.

## Geschiedenis
Op de locatie van Leipheim zijn bewoningssporen uit de Jonge Steentijd (plm. 5.000 jaar vóór de jaartelling) ontdekt, toen in 2018 in de binnenstad archeologisch onderzoek werd verricht.
De plaats ontstond vermoedelijk als nederzetting van Alemannen, bij een oversteekplaats van de Donau, in de 6e eeuw.
In de middeleeuwen regeerde een adellijk geslacht Güß von Güssenberg over het gebied. Deze familie bezat kasteel Güssenburg, waarvan bij Hermaringen aan de Brenz een ruïne bewaard is gebleven. In het stadswapen van Leipheim herinnert de schuinbalk in goud met drie zespuntige sterren in keel aan het familiewapen van dit oude geslacht. Keizer Lodewijk de Beier verleende Leipheim in 1327 het marktrecht, en in 1330 het stadsrecht.
Rond 1524 predikte een zekere Hans Jakob Wehe de lutherse leer in Leipheim en omgeving. Hij raakte in de lente van 1525 verwikkeld in de Duitse Boerenoorlog. Een mede door hem aangevoerd boerenlegertje, de maximaal 5.000 man sterke Leipheimer Haufen, nam Leipheim en het naburige Günzburg in, maar werd bij een poging, om ook Ulm in te nemen, vernietigend verslagen door geregelde troepen van de Zwabische Bond. In april 1525 werd Wehe, vermoedelijk op een veld nabij Leipheim, ter dood gebracht. De Reformatie zette in de streek toch door, en in 1532 werden Ulm en Leipheim protestants.
In 1559 werd in het stadje een, nog bestaand, kasteel gebouwd. Van hieruit werd het door steeds wisselende heren bestuurd. Sedert de 19e eeuw is Schloss Leipheim vrijwel steeds als woning en kantoor van baronnen of van vermogende particulieren in gebruik geweest. De laatst bekende eigenaar is Ernst Probst, ex-directeur van een bedrijf in motorolie, smeermiddelen e.d. te Ulm. Deze bekostigde een door deskundigen bijna unaniem geroemde renovatie van het slot. Het kasteel kan (2023) ten dele voor chique diners, bruiloften en partijen gehuurd worden.
Gedurende de Dertigjarige Oorlog werd Leipheim in 1643 verwoest, maar later herbouwd. In 1816 en 1817 was er twee jaar lang hongersnood in Leipheim en omgeving. Zie: Jaar zonder zomer. In 1854 verkreeg Leipheim een aansluiting op het spoorwegnet. In oktober 1855 maakte een verwoestende brand 21 gezinnen tijdelijk dakloos.
In 1937 verkreeg Leipheim aansluiting op het Autobahnnet. In datzelfde jaar werd aan de zuidoostelijke rand van de stad de Fliegerhorst Leipheim aangelegd. Hier werd ook een vliegtuigfabriek gebouwd, waar tijdens de Tweede Wereldoorlog, in 1942, exemplaren van de Messerschmitt Me 262 en een jaar later ook het reusachtige zweefvliegtuig Messerschmitt Me 321 ("Gigant") zijn (af)gebouwd. Het vliegveld was na de oorlog tot 1992 in gebruik bij de Amerikaanse en Duitse luchtmacht. Het heeft intussen plaats gemaakt voor een bedrijventerrein. Delen van de start- en landingsbaan bestaan nog, o.a. als parkeerterrein.
Van 1945 tot 1950 werden talrijke Heimatvertriebene uit o.a. Sudeten-Duitsland in Leipheim ondergebracht. Tot hen behoorde ook een zekere Gottfried Wanzl, die in 1947 het concern Wanzl oprichtte.
Op 11 februari 2012 werd een 40 x 40 meter groot fabriekspand van Wanzl door brand verwoest, dat twee jaar later herbouwd is. Persoonlijke ongevallen deden zich hierbij gelukkig niet voor.

## Bezienswaardigheden
- Enige historische overblijfselen van de middeleeuwse stadsomwalling
- De tuin van het boven de stad uittorenende Schloss Leipheim, dat zelf in principe niet voor bezichtiging is opengesteld
- Gemeentelijk cultureel centrum in de voormalige tiendschuur Zehntstad(e)l naast het kasteel, met o.a. concertzaal en restaurant
- Streekmuseum in de voormalige herberg In de Blauwe Eend, met speciale aandacht voor de Duitse Boerenoorlog (1525), waarin Leipheim een relatief belangrijke rol speelde
- Bescheiden luchtvaart- en historisch museum Fliegerhorstmuseum Leipheim op het voormalige vliegveld (alleen op zondagmiddag geopend, niet 's winters)
- Leipheim ligt aan enige, langs de Donau lopende, langeafstands-fietsroutes

## Afbeeldingen

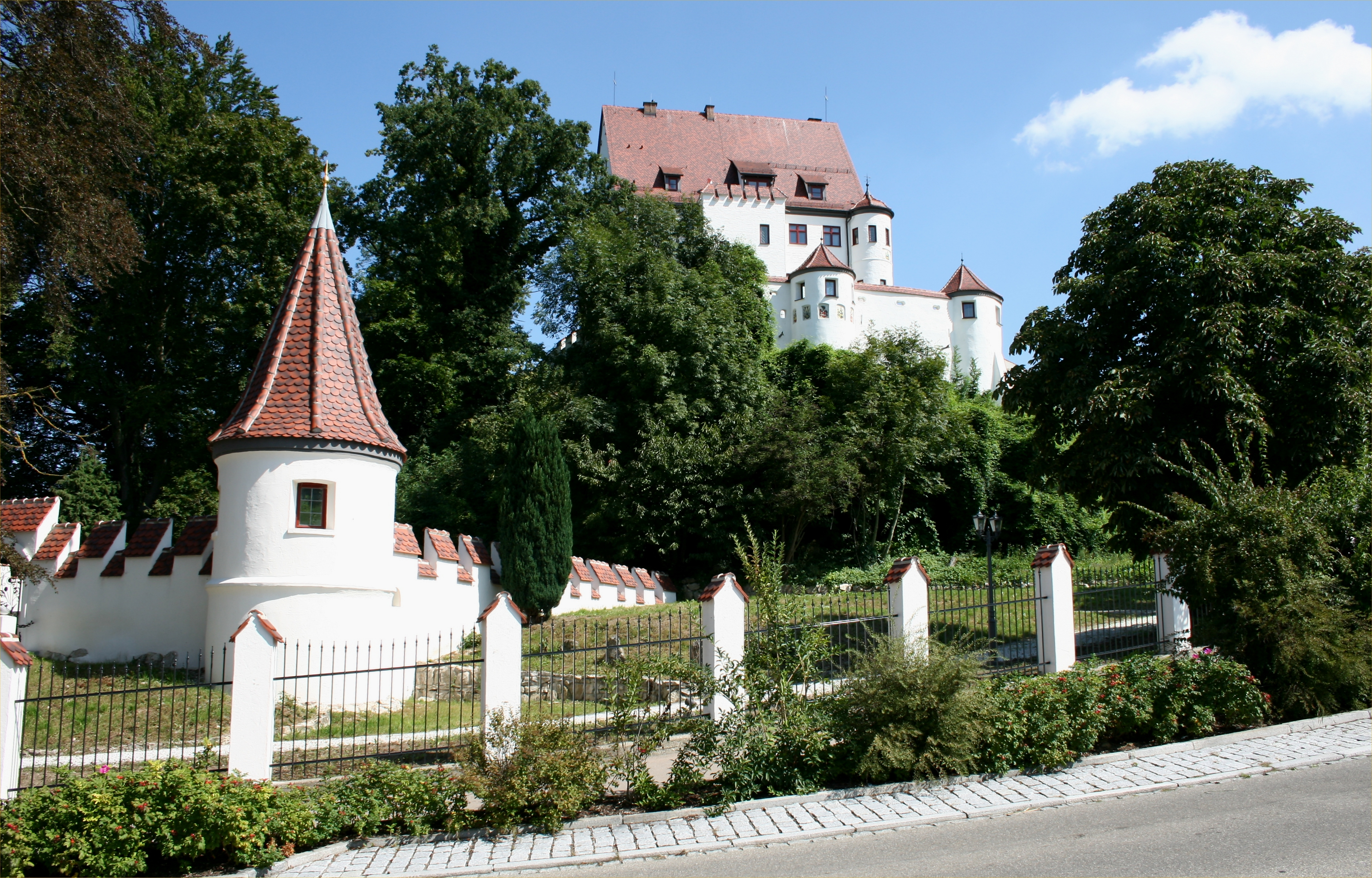
Kasteel (Leipheimer Schloss)
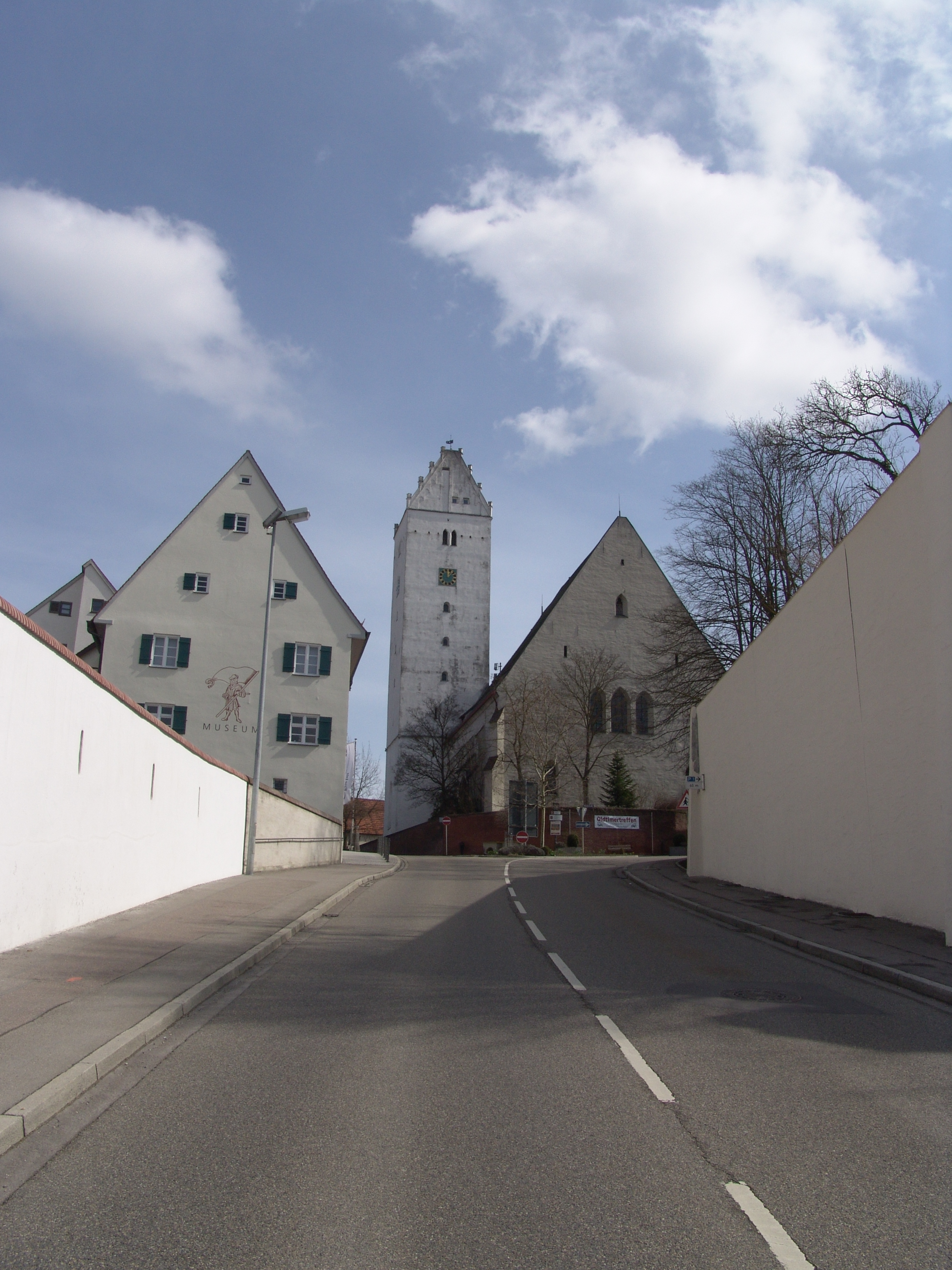
Evang.-lutherse St.-Vituskerk
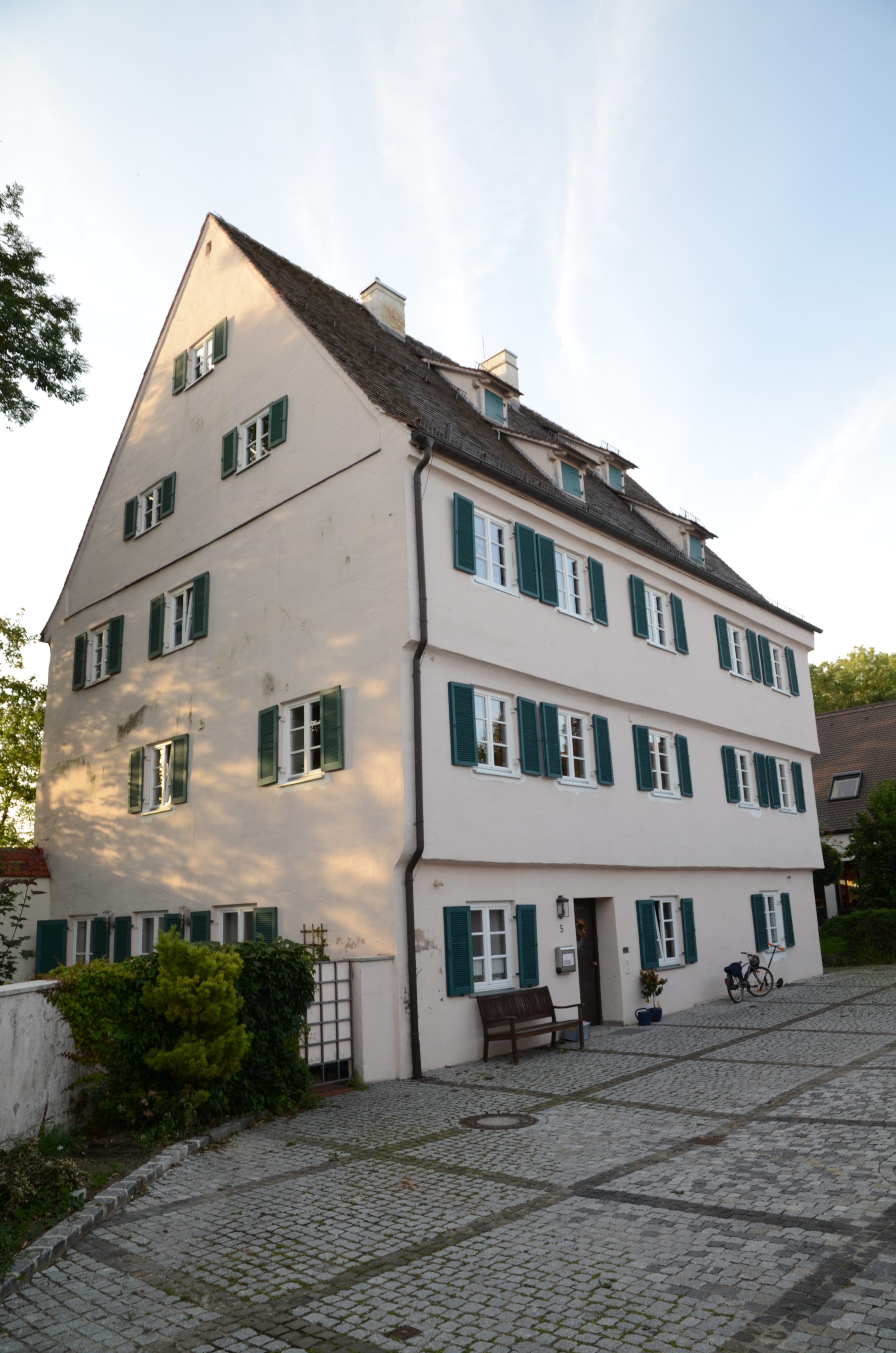
Pastorie van deze kerk ( ca. 1517)
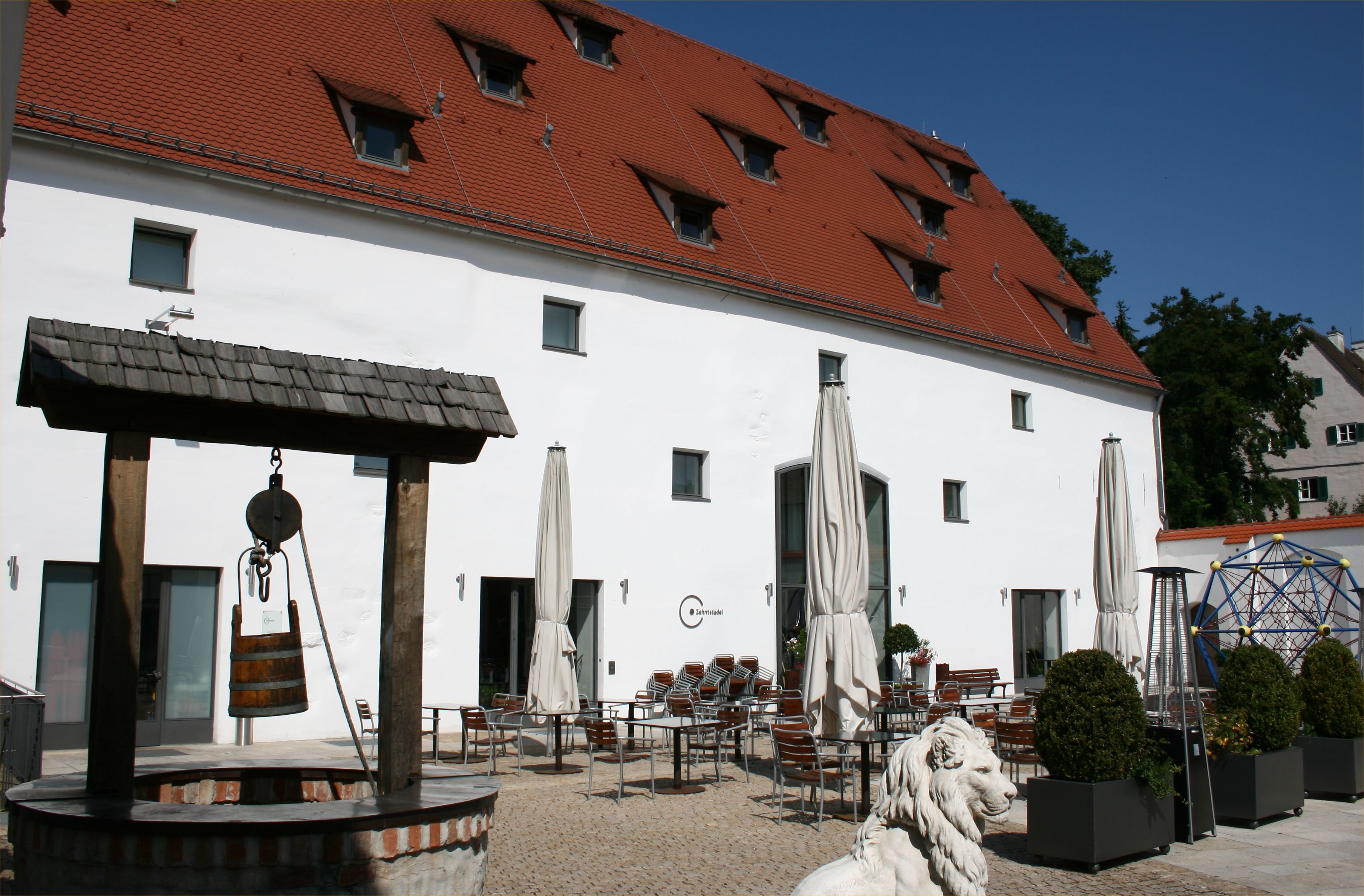
Cultureel centrum Zehntstadel
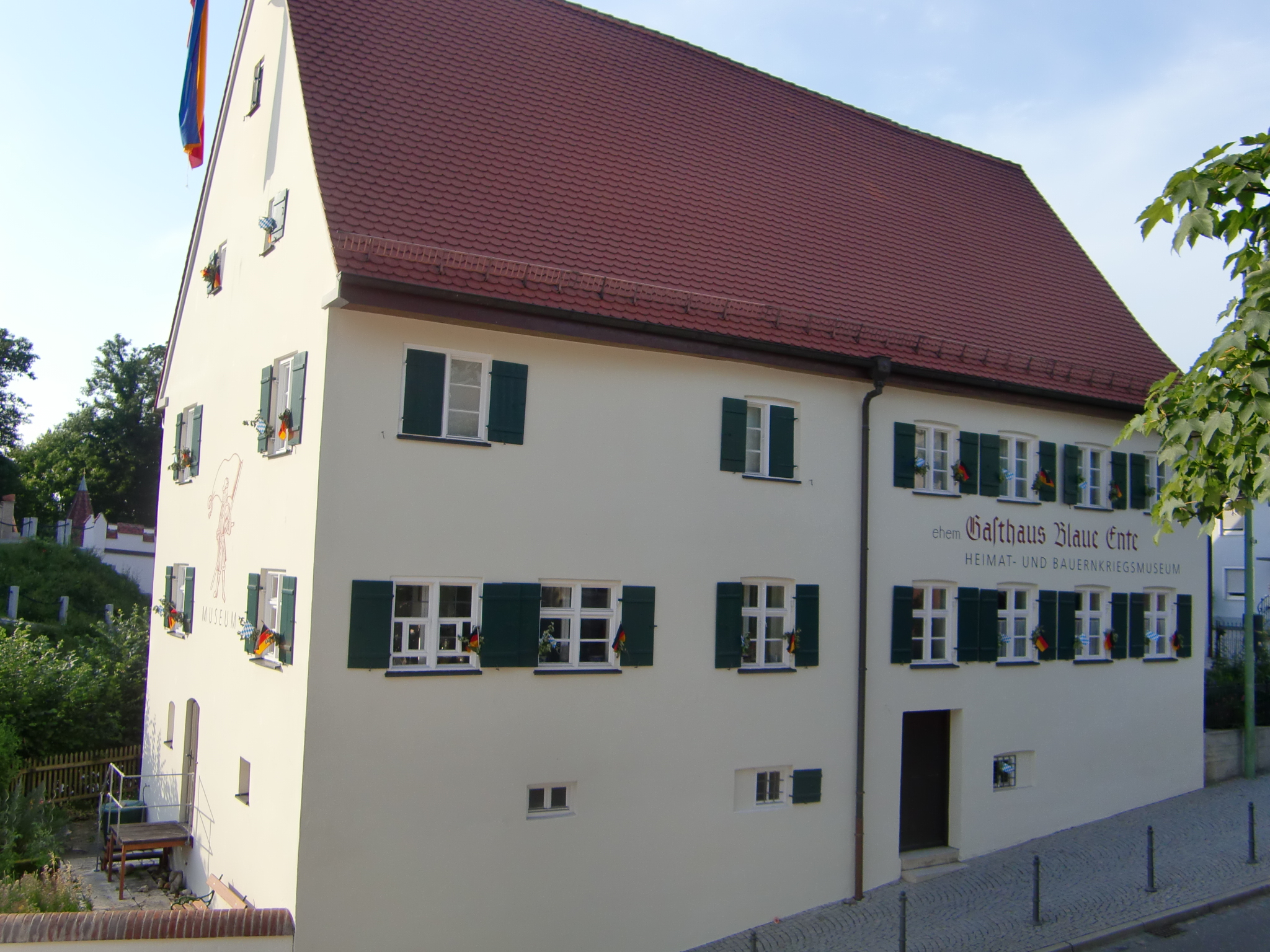
Voormalige herberg Blaue Ente (In de Blauwe Eend)
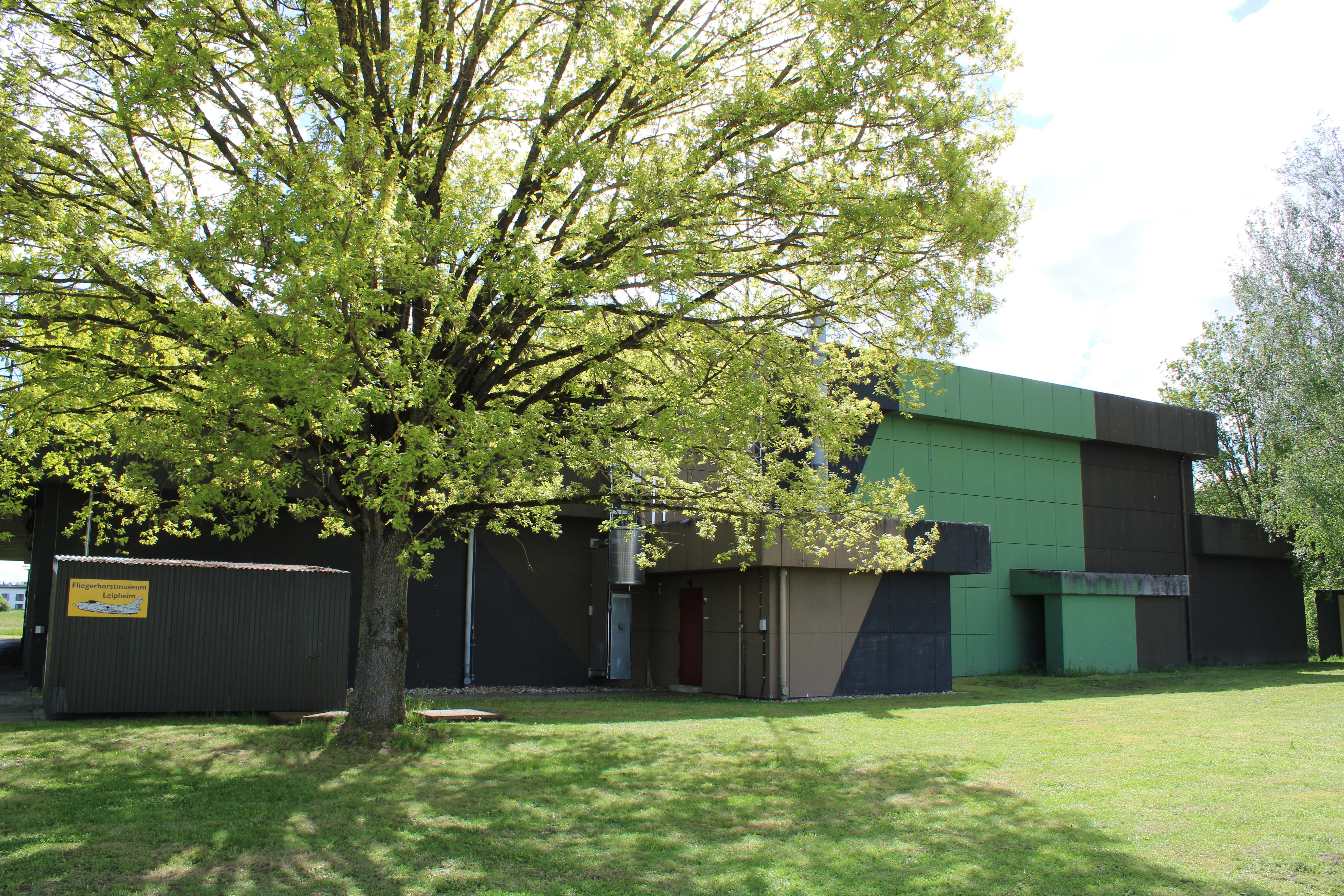
Gebouw Fliegerhorstmuseum Leipheim
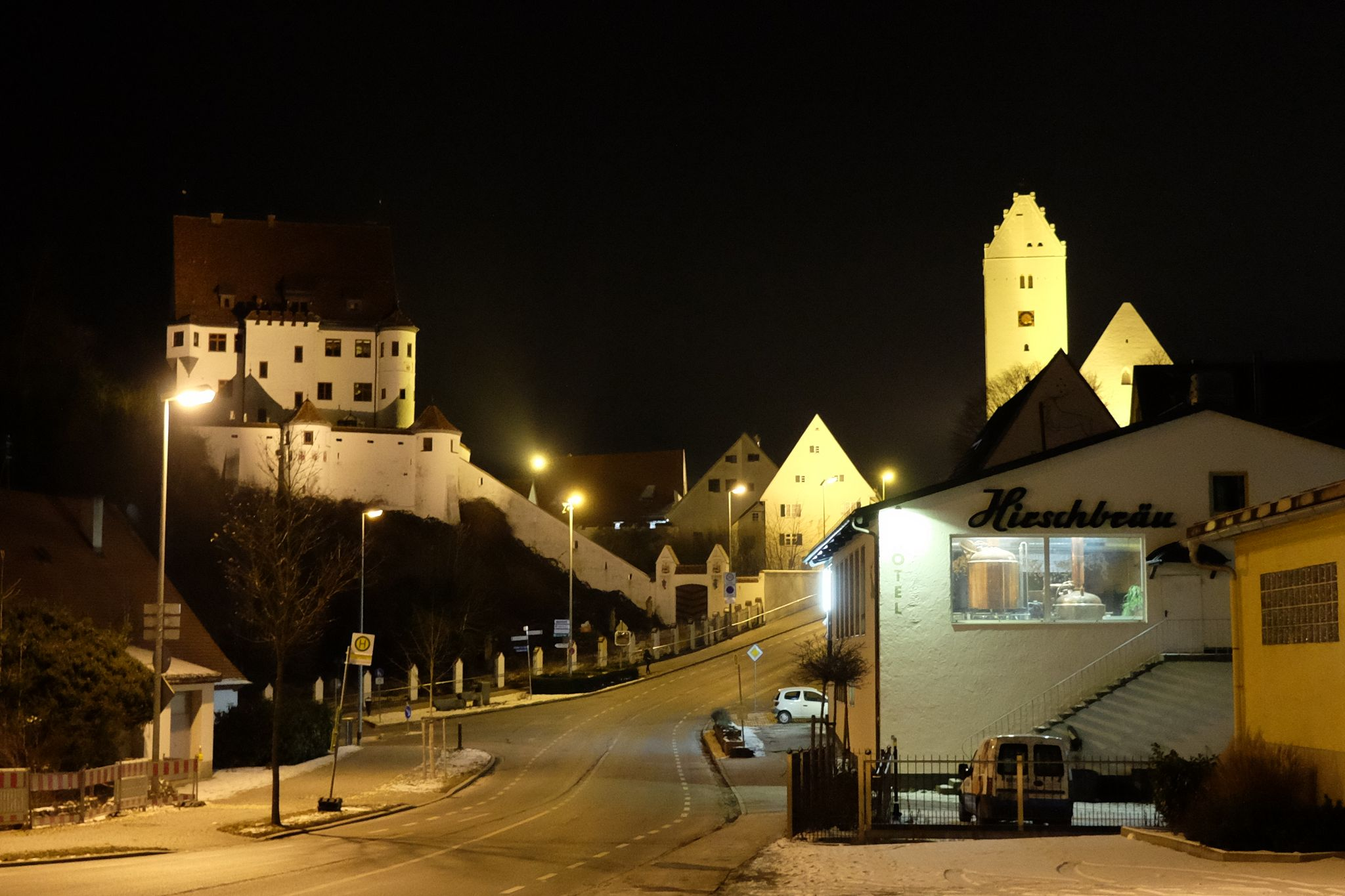
Leipheim bij nacht: links het kasteel, rechts de stadskerk
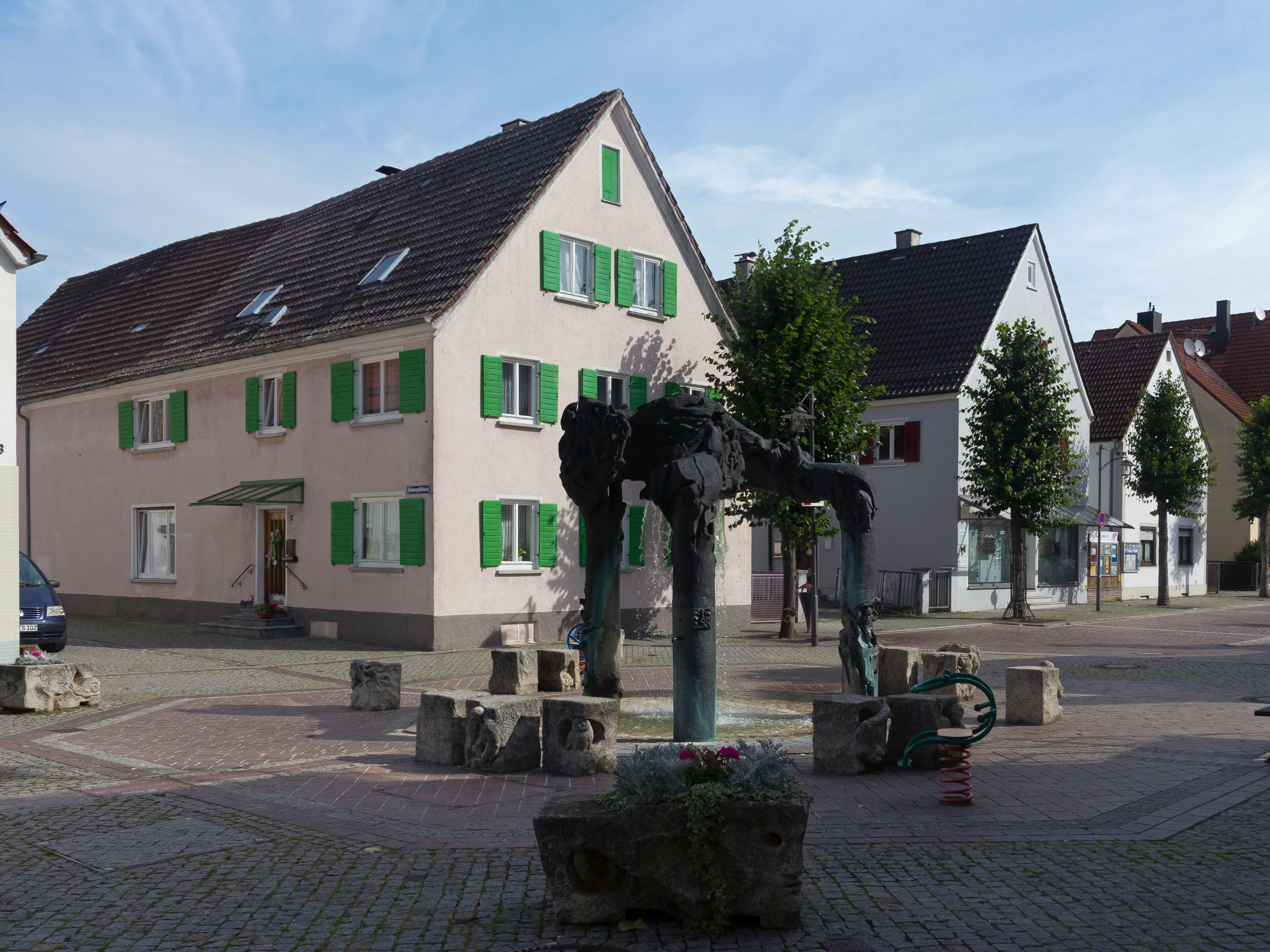
Sculptuur op de Stadtberg
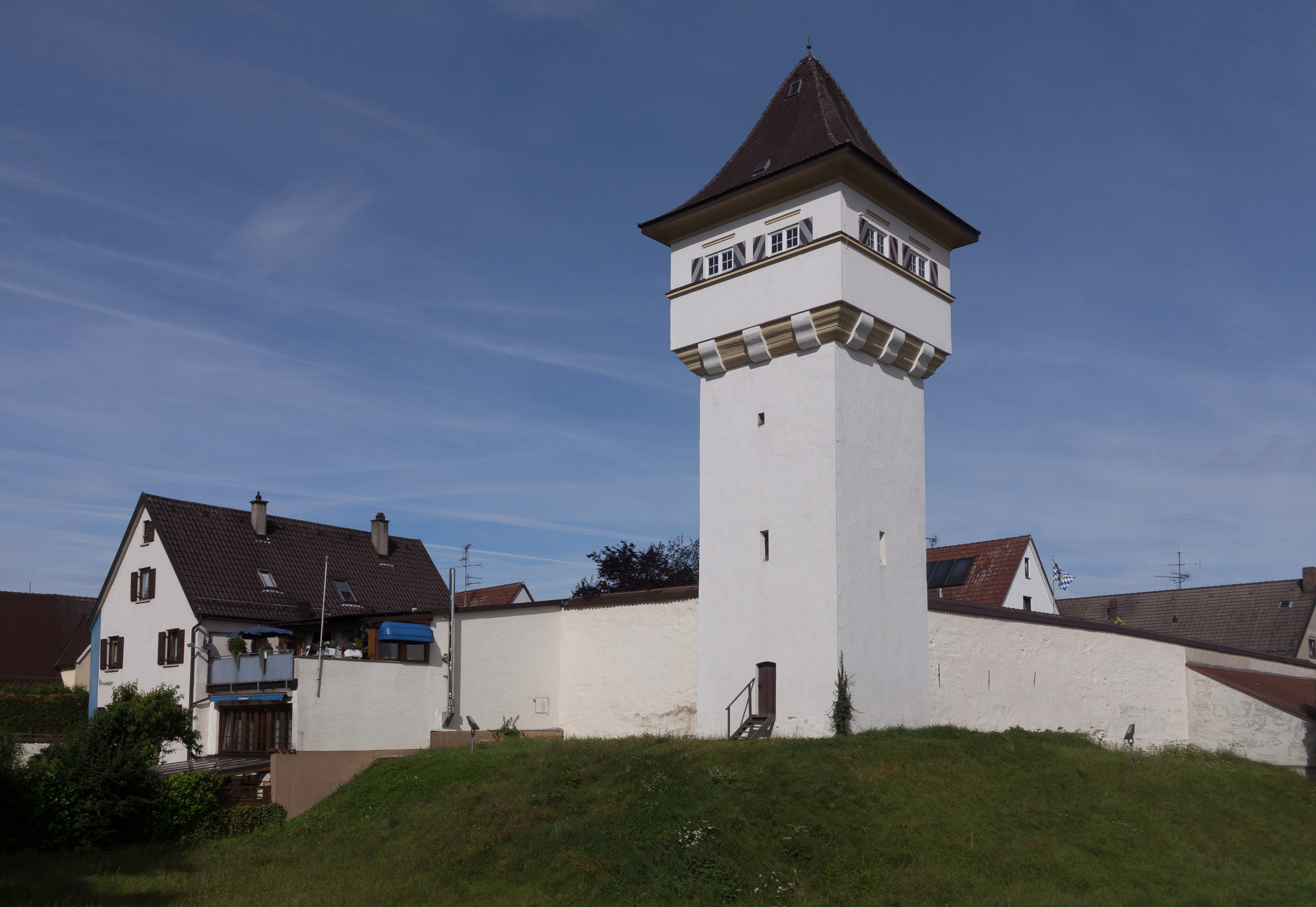
De toren Hauselersturm (14e-17e eeuw)
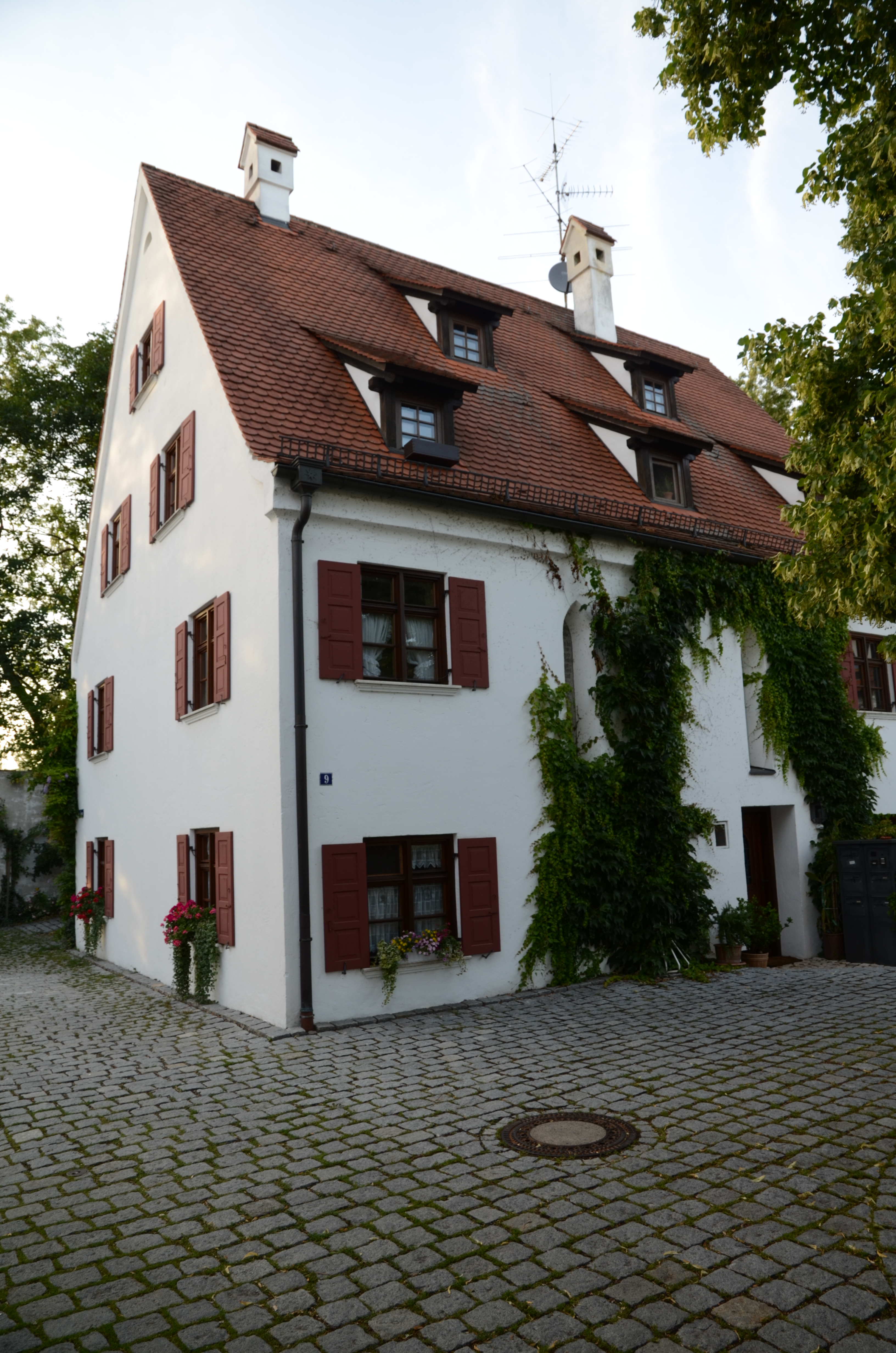
Huis te Leipheim, voormalig ziekenhuis (16e-19e eeuw)
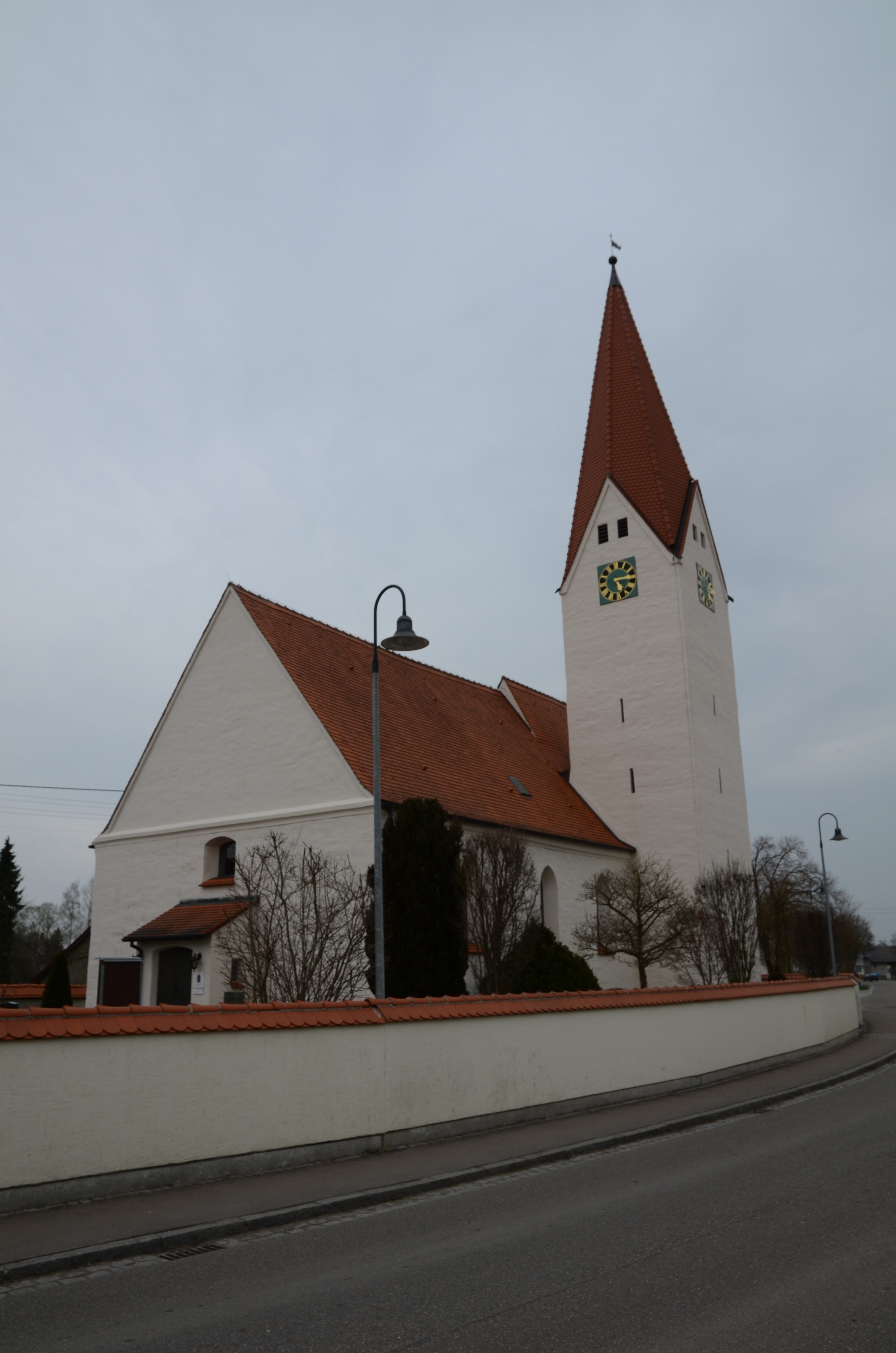
Riedheim, evang.-lutherse St.-Ambrosiuskerk (15e eeuw)

## Varia
De gemeente Leipheim onderhoudt sedert 1993 een jumelage met Fonyód aan het Balatonmeer, in Hongarije.
Grote delen van de website van de gemeente Leipheim bleken in september 2023 voor buitenstaanders zeer moeilijk toegankelijk, vanwege gebrekkig werkende zoekfuncties.
Aichen ·
Aletshausen ·
Balzhausen ·
Bibertal ·
Breitenthal ·
Bubesheim ·
Burgau ·
Burtenbach ·
Deisenhausen ·
Dürrlauingen ·
Ebershausen ·
Ellzee ·
Gundremmingen ·
Günzburg ·
Haldenwang ·
Ichenhausen ·
Jettingen-Scheppach ·
Kammeltal ·
Kötz ·
Krumbach ·
Landensberg ·
Leipheim ·
Münsterhausen ·
Neuburg a.d.Kammel ·
Offingen ·
Rettenbach ·
Röfingen ·
Thannhausen ·
Ursberg ·
Waldstetten ·
Waltenhausen ·
Wiesenbach ·
Winterbach ·
Ziemetshausen